# 오카다 하지메 (1932년)
오카다 하지메(일본어: 岡田 一 おかだ はじめ[*], 1932년 3월 1일 ~ 2019년 8월 26일)는 일본의 기업인이다. 전 토에넥 회장, 전 주부 전력 부사장, 전 료센 골프 클럽 이사장이다.